# Linha Imperial
Linha Imperial é uma localidade rural do município brasileiro de Nova Petrópolis, no Rio Grande do Sul. Fica localizada no distrito de Boêmios, na rodovia ERS-235, no caminho para Gramado. Essa localidade possui grande importância histórica, pois nela ocorreu a fundação da Cooperativa de Crédito e Poupança (atualmente Sicredi) em 1902, inspirada pelo padre suíço Theodor Amstad, fato esse que tornou o município de Nova Petrópolis o berço do cooperativismo de crédito da América Latina.

## Galeria de imagens

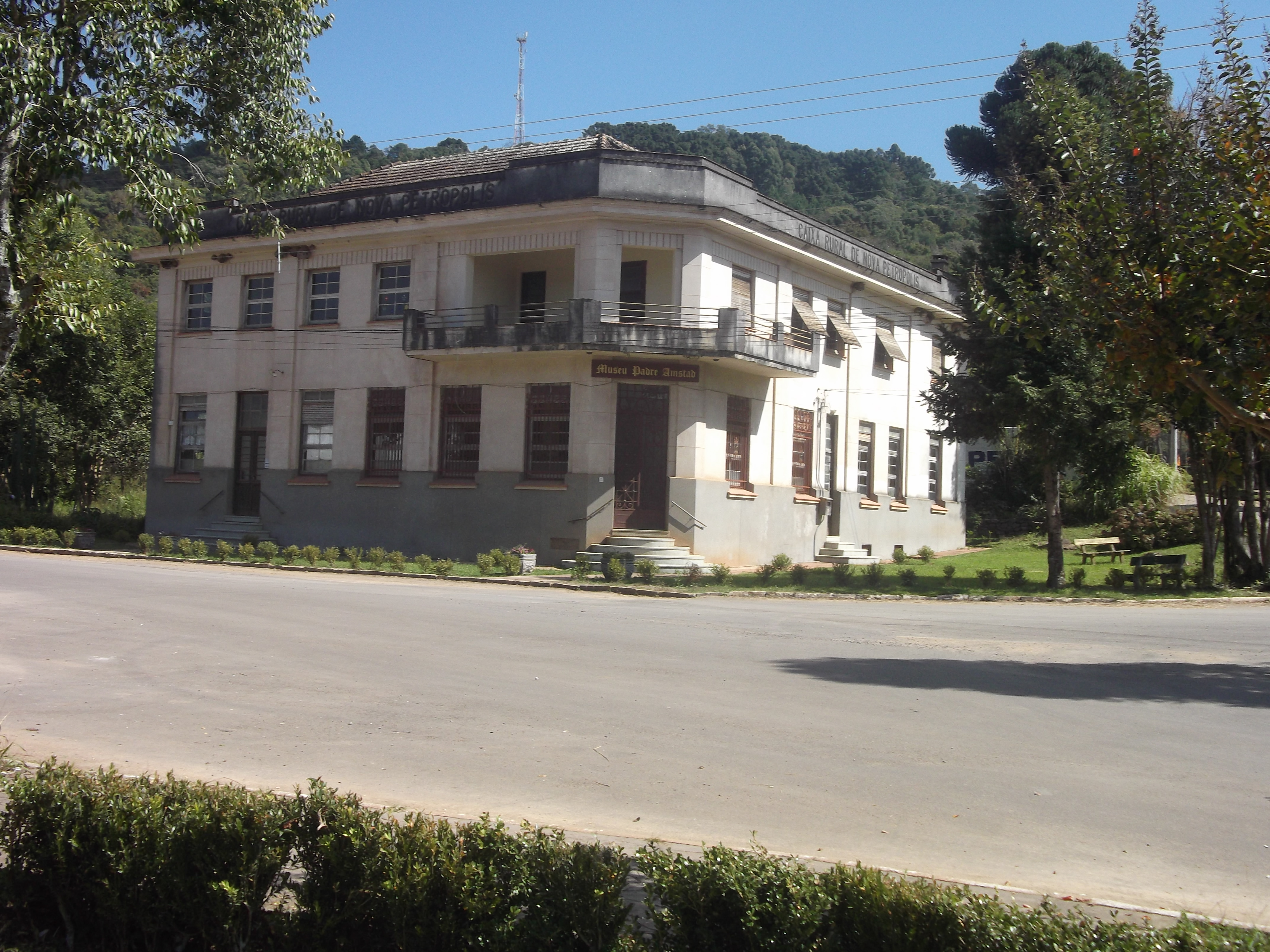
Primeira sede própria do Sicredi
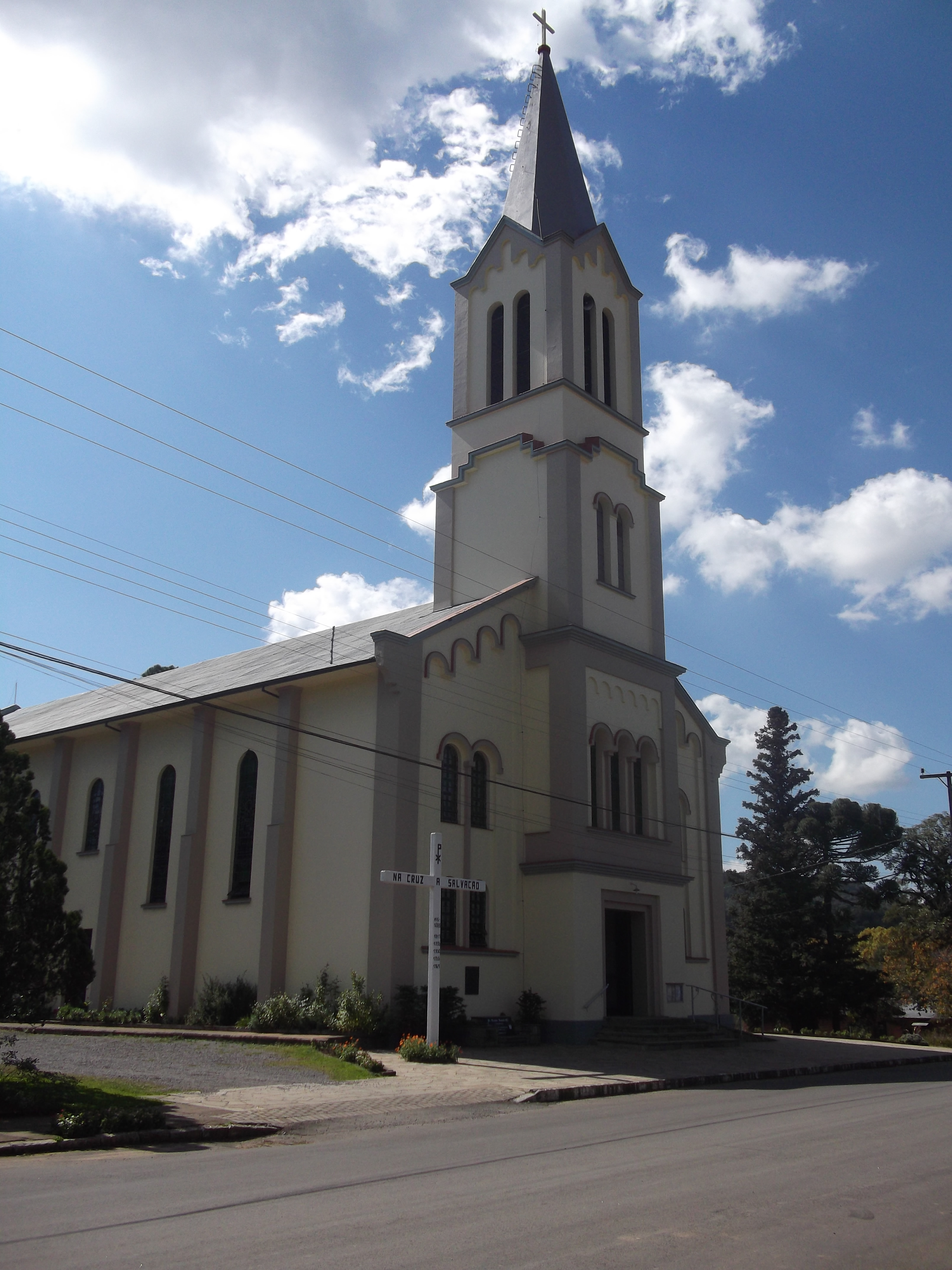
Paróquia São Lourenço Mártir
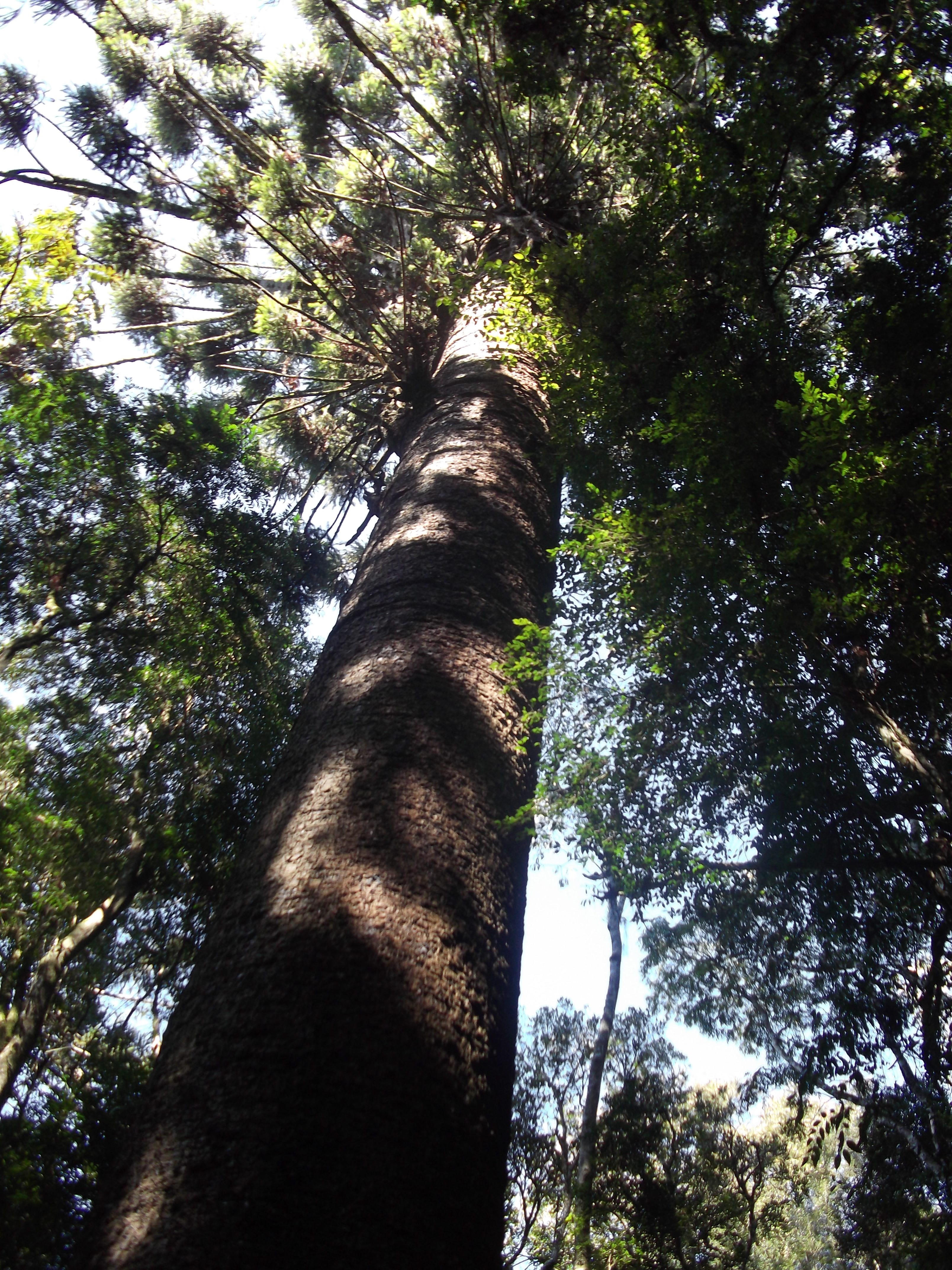
Pinheiro milenar
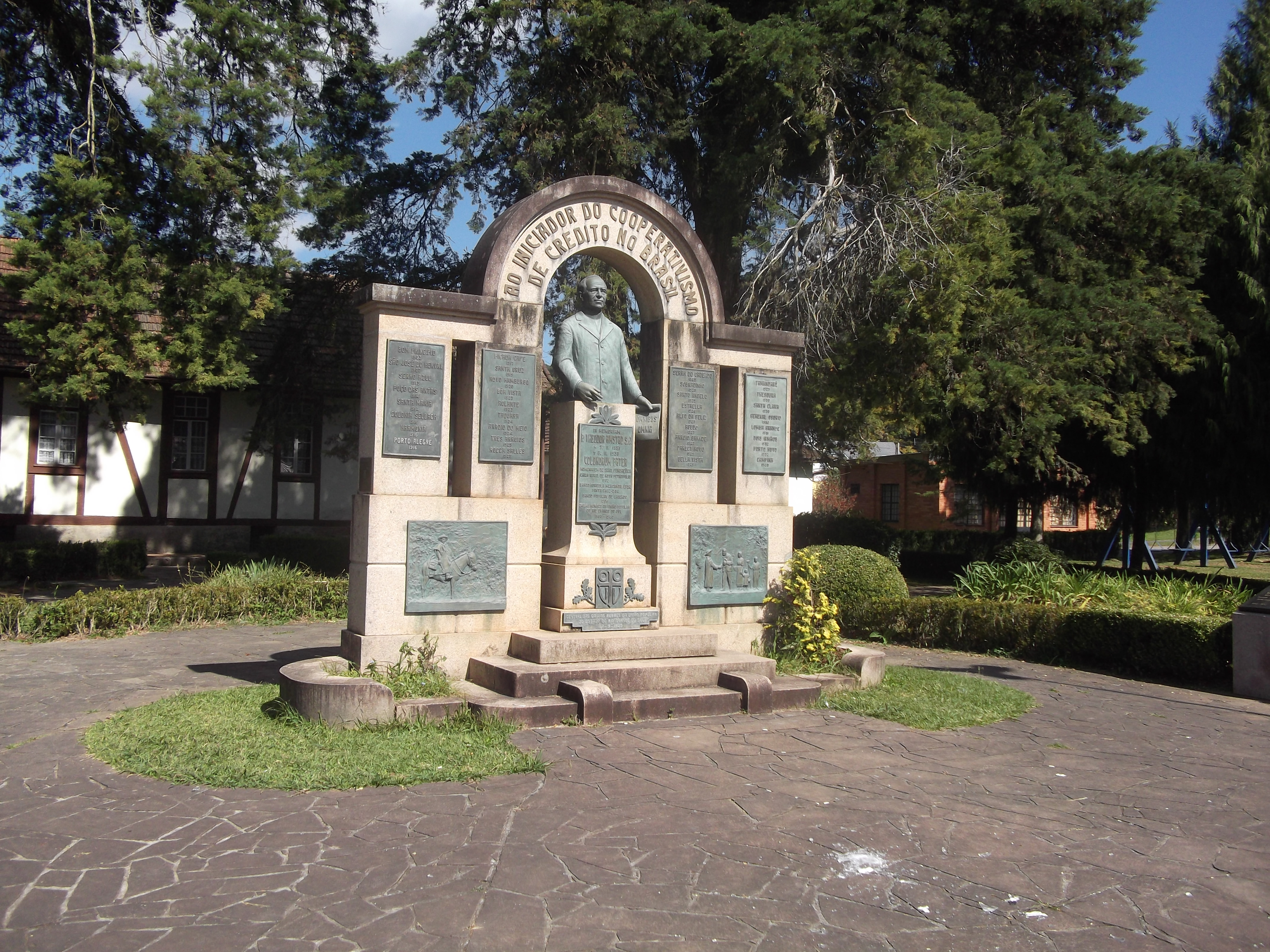
Praça Theodor Amstad